# Blarinella wardi
Blarinella wardi ist eine Spitzmausart aus der Gattung der Asiatischen Kurzschwanzspitzmäuse (Blarinella). Sie kommt im südwestlichen Teil der Volksrepublik China und in Myanmar vor.

## Merkmale
Mit einer Kopf-Rumpf-Länge von 6,0 bis 6,9 Zentimetern zählt die Art zu den kleinen bis mittelgroßen Spitzmausarten und ist zugleich die kleinste Art der Gattung. Der Schwanz erreicht eine Länge von 32 bis 43 Millimetern und der Hinterfuß von 10 bis 13 Millimetern; wie bei allen Arten der Gattung ist der Schwanz damit sehr kurz. Die Art entspricht in ihrem Aussehen fast völlig Blarinella griselda und Blarinella quadraticauda, ist jedoch etwas kleiner als Blarinella griselda. Die Rücken- und Bauchfärbung ist einheitlich dunkelbraun und -grau, wobei die Bauchseite deutlich heller und mehr grau ist. Die Oberseite der Füße ist grau-weißlich bis weiß und damit heller als bei den beiden anderen Arten.
| 1 | · | 5 | · | 1 | · | 3 | = 32 |
| 1 | · | 1 | · | 1 | · | 3 | = 32 |

Der Schädel hat eine maximale Länge von 18 bis 20 Millimetern. Er ist deutlich schmaler als der der anderen Arten der Gattung mit einer Maximalbreite von weniger als 9 Millimetern. Wie alle Arten der Gattung besitzt Blarinella wardi im Oberkiefer pro Hälfte einen Schneidezahn (Incisivus) und danach fünf einspitzige Zähne, einen Vorbackenzahn (Praemolar) und drei Backenzähne (Molares). Im Unterkiefer besitzt sie dagegen einen einzelnen Eckzahn (Caninus) hinter dem Schneidezahn. Insgesamt verfügen die Tiere damit über 32 Zähne.

## Verbreitung

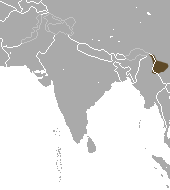
Verbreitungsgebiet (braun) von Blarinella wardi

Blarinella wardi kommt nur in einem begrenzten Teil im Südwesten der Volksrepublik China sowie im angrenzenden Myanmar vor. In China beschränkt sich das Vorkommen auf die Provinz Yunnan und vielleicht den äußersten Südwesten Sichuans
Die Art lebt in China in Höhen zwischen 1600 und 3000 Metern und auch in Myanmar kommt sie bis in Höhen von 2400 Metern vor.

## Lebensweise
Über die Lebensweise dieser Art liegen wie bei allen Arten der Gattung kaum Daten vor. Wie alle Spitzmäuse ernähren sich auch diese Arten von Insekten. Blarinella wardi lebt vor allem in Waldgebieten in höheren Lagen, einschließlich der Lichtungen und Waldränder. Ihre Nahrung sucht sie am Boden in der kühlen und dichten Bodenauflage des Waldbodens.

## Systematik
Blarinella wardi wird als eigenständige Art innerhalb der Gattung der Asiatischen Kurzschwanzspitzmäuse (Blarinella) eingeordnet, die aus drei Arten besteht. Die wissenschaftliche Erstbeschreibung stammt von Oldfield Thomas aus dem Jahr 1915. Zeitweise wurden sowohl Blarinella griselda wie auch Blarinella wardi der Art Blarinella quadraticauda als Unterarten zugeordnet.
Innerhalb der Art werden neben der Nominatform keine Unterarten unterschieden.

## Bedrohung und Schutz
Blarinella wardi wird von der International Union for Conservation of Nature and Natural Resources (IUCN) aufgrund des relativ großen Verbreitungsgebiets sowie der angenommenen Bestandsgröße als nicht gefährdet („least concern“) eingestuft. Gefährdungen für die Art gehen vor allem von der Abholzung von Wäldern und die Umwandlung in landwirtschaftliche Flächen und Besiedlungsraum aus.